# ماریوس والتر
ماریوس والتر (انگلیسی: Marius Walter; ۵ مهٔ ۱۹۲۵ – ۲ فوریهٔ ۲۰۲۰) بازیکن فوتبال اهل فرانسه بود.
از باشگاه‌هایی که در آن بازی کرده‌است می‌توان به باشگاه فوتبال المپیک لیون، آ.اس موناکو، باشگاه فوتبال سدان، باشگاه فوتبال آنژه، باشگاه فوتبال لیل، و باشگاه فوتبال لو آور اشاره کرد.
وی همچنین در تیم ملی فوتبال فرانسه بازی کرده‌است.